# Pseudoterpna atropunctaria
Pseudoterpna atropunctaria är en fjärilsart som beskrevs av Walker 1863. Pseudoterpna atropunctaria ingår i släktet Pseudoterpna och familjen mätare. Inga underarter finns listade.